# Lorenzo Ornaghi
Lorenzo Ornaghi (Villasanta, 25 ottobre 1948) è un politologo e politico italiano.
Dal 1º novembre 2002 al 12 dicembre 2012 è stato rettore dell'Università Cattolica di Milano, quando è stato sostituito da Franco Anelli. Ha ricoperto la carica di Ministro dei beni e delle attività culturali del governo Monti (16 novembre 2011-28 aprile 2013).

## Biografia

### Carriera
Ornaghi si è laureato con lode in Scienze politiche nel 1972 all'Università Cattolica del Sacro Cuore di Milano e vi ha lavorato come ricercatore fino al 1987, quando è diventato professore associato presso l'Università di Teramo. Nel 1990 è ritornato alla Cattolica di Milano diventando titolare della cattedra di Scienza politica nella facoltà di Scienze politiche - già del suo "maestro" Gianfranco Miglio - e di Storia delle dottrine politiche. Dopo essere stato prorettore con incarico alle relazioni internazionali durante il rettorato di Sergio Zaninelli, dal novembre 2002 è rettore dell'Università Cattolica. Nel 2006 è stato rieletto per un secondo mandato quadriennale e nel 2010 è stato riconfermato. Si dimette il 17 settembre 2012.
È autore di numerosi volumi e saggi pubblicati su riviste italiane e internazionali, negli ultimi anni, oltre che alle indagini sul sistema politico e sulle élite dell'Italia, si è dedicato allo studio dell'integrazione politico-istituzionale dell'Europa e al tema della Costituzione europea.
Ornaghi riveste o ha rivestito anche diversi incarichi di prestigio in enti pubblici e privati:
- dal 1996 al 2013 è stato direttore dell'Alta Scuola di Economia e Relazioni Internazionali (ASERI), in seguito ne è divenuto presidente onorario;[2]
- dal 2001 al 2006 è stato presidente dell'Agenzia per le Onlus;[2]
- dal 2002 al 2011 è stato vicepresidente del CdA del quotidiano Avvenire;[2]
- dal 2003 è direttore della rivista Vita e Pensiero;[2]
- dal 2005 al 2009 è stato membro del CdA della Fondazione Policlinico IRCCS Ospedale Maggiore Policlinico, Mangiagalli e Regina Elena di Milano;[2]
- è stato direttore della rivista Presenza;
- è stato vicepresidente della Fondazione Vittorino Colombo di Milano.[3]

Nel 2006 ha ricevuto l'Ambrogino d'oro dal comune di Milano.

### Ministro nel governo Monti
Il 16 novembre 2011 è stato nominato Ministro dei beni e delle attività culturali del governo Monti. Il 24 maggio 2012 ha minacciato le dimissioni dall'incarico in polemica con la decisione di localizzare nei pressi di Villa Adriana a Tivoli una discarica di rifiuti. Per lo stesso motivo ha presentato le proprie dimissioni Andrea Carandini, Presidente del Consiglio Superiore dei Beni Culturali.